# Apocryptus pilosus
Apocryptus pilosus là một loài tò vò trong họ Ichneumonidae.